# Valbuena (Salamanca)
Valbuena es una localidad del municipio de Aldeacipreste, en la comarca de la Sierra de Béjar, provincia de Salamanca, comunidad autónoma de Castilla y León, España. 

## Historia
La fundación de Valbuena se remonta a la repoblación llevada a cabo por el rey Alfonso IX de León en torno a 1227, cuando este monarca creó el concejo de Montemayor del Río, en el que quedó integrado, dentro del Reino de León. Con la creación de las actuales provincias en 1833, Valbuena quedó integrado en la provincia de Salamanca, dentro de la Región Leonesa.

## Demografía
En 2017 contaba con una población de 39 habitantes, de los cuales 24 son varones y 15 son mujeres (INE 2017). En general esta localidad ha sufrido una fuerte bajada de población desde 1900 hasta actualmente, situándose ya por debajo de los 40 habitantes.
| Gráfica de evolución demográfica de Valbuena entre 1900 y 2023                           |
|                                                                                          |
| Fuente: Instituto Nacional de Estadística de España - Elaboración gráfica por Wikipedia. |

## Transporte
La localidad está más o menos bien comunicada por carretera, siendo atravesada por una carretera local que une con la capital municipal y Colmenar de Montemayor hacia el oeste y comunica hacia el este con Béjar y el acceso a la autovía Ruta de la Plata que une Gijón con Sevilla, permitiendo dirigirse tanto al norte como al sur peninsulares y cuyo acceso se encuentra a 8 km de distancia.
En cuanto al transporte público se refiere, tras el cierre de la ruta ferroviaria de la Vía de la Plata, que pasaba por el municipio de Béjar y contaba con estación en el mismo, no existen servicios de tren en el municipio ni en los vecinos, ni tampoco línea regular con servicio de autobús, siendo la estación más cercana la de Béjar. Por otro lado el aeropuerto de Salamanca es el más cercano, estando a unos 89km de distancia.

## Monumentos y lugares de interés
La iglesia parroquial bajo advocación de nuestra señora de la Asunción y del cristo de la Salud y el puente de la Malena, de origen romano, que está en el cañón del río Cuerpo de Hombre, además del Pozo y pilas de granito, la Fuente romana, el Potro para ganado y varios
Grabados en granito localizados en el cementerio.

## Cultura
El juego de la Calva, que también se juega mucho por esta zona, como en la Calzada de Béjar, Aldeacipreste, Sanchotello, Sorihuela, Santibáñez de Béjar y Puente del Congosto. 

### Fiestas
Sus fiestas son el 13 de junio por San Antonio de Pádua, otra el 15 de agosto por nuestra señora de la Asunción y el 14 de septiembre por el cristo de la Salud.